# Rugby 7 na Letnich Igrzyskach Olimpijskich 2020 – kwalifikacje mężczyzn
Kwalifikacje do olimpijskiego turnieju rugby 7 mężczyzn 2020 miały na celu wyłonienie męskich reprezentacji narodowych w rugby 7, które wystąpią w tym turnieju.
Oficjalne ogłoszenie systemu kwalifikacji przez World Rugby nastąpiło w połowie września 2018 roku po zatwierdzeniu przez Międzynarodowy Komitet Olimpijski. Proces kwalifikacji dla zespołów obojga płci był co do zasady taki sam i obejmował jedno miejsce dla gospodarza igrzysk, cztery dla czołowych drużyn światowego cyklu (World Rugby Sevens Series i World Rugby Women’s Sevens Series), sześć dla zwycięzców turniejów eliminacyjnych w każdym z sześciu regionów podlegających WR oraz jedno dla triumfatora światowego turnieju kwalifikacyjnego, w którym wystąpi po dwanaście zespołów wyznaczonych z klucza geograficznego, które do tego czasu nie uzyskają awansu. Regionalne turnieje odbędą się pomiędzy 30 czerwca a 31 grudnia 2019 roku. W turniejach ostatniej szansy, które odbędą się do 30 czerwca 2020 roku, każdemu z regionów przyznano po dwa miejsca.

## Zakwalifikowane drużyny
| Kwalifikacja                          | Data                               | Gospodarz         | Miejsca | Zakwalifikowani                                         |
| ------------------------------------- | ---------------------------------- | ----------------- | ------- | ------------------------------------------------------- |
| Gospodarz                             | –                                  | –                 | 1       | Japonia                                                 |
| World Rugby Sevens Series (2018/2019) | 30 listopada 2018 – 9 czerwca 2019 |                   | 4       | Fidżi Nowa Zelandia Południowa Afryka Stany Zjednoczone |
| CONSUR Sevens 2019                    | 29–30 czerwca 2019                 | Chile             | 1       | Argentyna                                               |
| RAN Sevens 2019                       | 6–7 lipca 2019                     | Kajmany           | 1       | Kanada                                                  |
| Europejski turniej kwalifikacyjny     | 13–14 lipca 2019                   | Francja           | 1       | Wielka Brytania                                         |
| Mistrzostwa Oceanii 2019              | 7–9 listopada 2019                 | Fidżi             | 1       | Australia                                               |
| Mistrzostwa Afryki 2019               | 8–9 listopada 2019                 | Południowa Afryka | 1       | Kenia                                                   |
| Azjatycki turniej kwalifikacyjny      | 23–24 listopada 2019               | Korea Południowa  | 1       | Korea Południowa                                        |
| Światowy turniej kwalifikacyjny       | 18–20 czerwca 2020                 | Monako            | 1       | Irlandia                                                |
| Razem                                 |                                    |                   | 12      |                                                         |

## Kwalifikacje

### World Rugby Sevens Series (2018/2019)
Udział w fazie pucharowej przedostatniego turnieju sezonu zagwarantował awans na igrzyska reprezentacjom USA, Fidżi i Nowej Zelandii, a po słabszym występie Anglików Południowoafrykańczykom do uzyskania czwartego z tych miejsc wystarczało samo stawienie się na francuskim turnieju, co też uczynili potwierdzając swoją kwalifikację.

### Turnieje kontynentalne

#### Afryka
Afrykańskie kwalifikacje będące jednocześnie mistrzostwami kontynentu, odbyły się w Brakpan w dniach 8–9 listopada 2019 roku w czternastozespołowej obsadzie, a debiutantami na turnieju tej rangi były Wybrzeże Kości Słoniowej oraz Nigeria – zwycięzcy regionalnych zawodów kwalifikacyjnych w 2018 roku. W fazie wstępnej rywalizowały one w siedmiu parach ustalonych według wcześniejszego rozstawienia. Siedmiu zwycięzców meczów fazy wstępnej oraz zespół, który przegrał najmniejszą różnicą punktów rywalizowało następnie systemem kołowym podzielone na dwie czterozespołowe grupy o awans do półfinałów, pozostała szóstka zaś – w dwóch trzyzespołowych grupach – walczyła o miejsca 9–14. Bezpośrednią kwalifikację na Letnie Igrzyska Olimpijskie 2020 uzyskiwał zwycięzca zawodów, dwa kolejne zespoły otrzymały natomiast prawo do występu w turnieju barażowym. Faworyci zawodów, Kenia i Zimbabwe, łatwo przeszli fazę wstępną i grupową docierając do półfinałów. W nim reprezentacja Zimbabwe uległa Ugandzie i ostatecznie musiała zadowolić się trzecią lokatą, w finale zaś Kenijczycy nie oddali Ugandyjczykom choćby punktu. Triumfatorzy zatem awansowali na tokijskie igrzyska, zaś pozostali medaliści uzyskali prawo gry w olimpijskim turnieju barażowym.

#### Ameryka Południowa
Zawody zostały rozegrane w dniach 29–30 czerwca 2019 roku w Santiago, przystąpiło do nich dziesięć reprezentacji podzielonych na dwie pięciozespołowe grupy na podstawie wyników osiągniętych w regionalnych turniejach. W pierwszej fazie rywalizowały one w ramach grup systemem kołowym, po czym nastąpiła faza pucharowa – dwie czołowe drużyny z każdej grupy walczyły o medale, pozostałe zaś o poszczególne miejsca. Bezpośrednią kwalifikację na Letnie Igrzyska Olimpijskie 2020 uzyskiwał zwycięzca zawodów, dwa kolejne zespoły otrzymały natomiast prawo do występu w turnieju barażowym. Pierwszy dzień z kompletem zwycięstw zakończyły reprezentacje Argentyny i Brazylii. Bezpośredni awans na LIO 2020 uzyskali Argentyńczycy, którzy w całym turnieju pozwolili rywalom na zdobycie jedynie pięciu punktów. W finale wyraźnie pokonali Brazylijczyków, którzy tym samym otrzymali prawo gry w Igrzyskach Panamerykańskich 2019 i wraz z Chilijczykami w światowym turnieju kwalifikacyjnym do tokijskich igrzysk.

#### Ameryka Północna
Północnoamerykański turniej został zaplanowany do rozegrania w dniach 6–7 lipca 2019 roku na Kajmanach. Osiem uczestniczących zespołów rywalizowało w pierwszym dniu w ramach dwóch czterozespołowych grup systemem kołowym o rozstawienie przed zaplanowaną na drugi dzień trzyrundową fazą pucharową. Stawką mistrzostw prócz medali były także bezpośredni awans do turnieju rugby 7 na Letnich Igrzyskach Olimpijskich 2020 dla triumfatora oraz dla kolejnych dwóch zespołów prawo gry w turnieju barażowym do LIO 2020. W fazie grupowej trzy wysokie zwycięstwa odniosły reprezentacje Kanady i Jamajki, które kontynuowały dobrą grę także w drugim dniu. W finale wyraźnie lepsi okazali się Kanadyjczycy kwalifikując się na LIO 2020, pozostali medaliści – Jamajka oraz Meksyk – awansowali zaś do światowego turnieju barażowego.

#### Azja
Zdecydowanym faworytem rozegranych w dniach 23–24 listopada 2019 roku w Inczon zawodów była reprezentacja Hongkongu, która w tegorocznych mistrzostwach kontynentu zajęła za Japończykami drugą lokatę i dodatkowo nie przegrała w tym sezonie meczu z żadnym z pozostałych ośmiu uczestników. Dziewięć uczestniczących drużyn rywalizowało w pierwszym dniu systemem kołowym w ramach trzech trzyzespołowych grup o awans do trzyrundowej fazy pucharowej. Dwie najsłabsze w fazie grupowej reprezentacje zmierzyły się w dodatkowym meczu o ósme miejsce w ćwierćfinałach, a dla przegranego z tego meczu był to koniec rywalizacji. Stawką zawodów był awans na tokijskie igrzyska dla triumfatora oraz udział w barażu światowym dla dwóch kolejnych reprezentacji. Faworyzowana reprezentacja Hongkongu w pierwszym dniu nie oddała rywalom choćby punktu, podobnie było w pierwszych dwóch meczach fazy pucharowej, w finale jednak uległa po dogrywce gospodarzom. Reprezentacja Korei Południowej zakwalifikowała się tym samym do olimpijskiego turnieju rugby 7 na Letnich Igrzyskach Olimpijskich 2020, natomiast prawo do występu w turnieju barażowym uzyskały Hongkong i Chiny.

#### Europa
Europejski turniej został zaplanowany do rozegrania w dniach 13–14 lipca 2019 roku we francuskim Colomiers. Przystąpiło do niego dwanaście reprezentacji – dziewięć zespołów z pierwszego turnieju GPS tegorocznych mistrzostw Europy, czołowa dwójka Trophy oraz triumfator Conference. Drużyny zostały podzielone na trzy czterozespołowe grupy rywalizujące w pierwszej fazie w ramach grup systemem kołowym, po czym nastąpiła faza pucharowa – czołowa ósemka awansowała do ćwierćfinałów, a pozostałe walczyły o Bowl. Bezpośrednią kwalifikację na Letnie Igrzyska Olimpijskie 2020 uzyskiwał zwycięzca zawodów, dwa kolejne zespoły otrzymały natomiast prawo do występu w turnieju barażowym. W zawodach triumfowali Anglicy, na LIO 2020 kwalifikując tym samym reprezentację Wielkiej Brytanii, prawo gry w turnieju barażowym uzyskały natomiast Francja i Irlandia.

#### Oceania
Zawody zostały rozegrane w dniach 7–9 listopada 2019 roku w Suvie, a ich stawką był awans dla tokijskie igrzyska dla najlepszej dotychczas niezakwalifikowanej reprezentacji oraz udział w zawodach barażowych dla dwóch kolejnych. W kwalifikacjach wzięło udział dziesięć reprezentacji, które rywalizowały w pierwszej fazie systemem kołowym w ramach dwóch pięciozespołowych grup, których zwycięzcy awansowali do decydującego o awansie pojedynku. W finale olimpijskich kwalifikacji Australijczycy – przegrywając do połowy 0:12 – pokonali ostatecznie grających w osłabieniu po czerwonej kartce Samoańczyków, Samoa zaś wraz z Tonga zyskali prawo udziału w światowym turnieju barażowym.

### Światowy turniej kwalifikacyjny
W turnieju ostatniej szansy, z awansem na igrzyska dla jego triumfatora, każdemu z regionów przydzielono po dwa miejsca dla najlepszych zespołów, które nie uzyskały automatycznej kwalifikacji z kontynentalnej eliminacji. W swoich grupach wysoko zwyciężały Francja i Irlandia, które następnie spotkały się w finale. Przegrywający do przerwy 7:12 Irlandczycy w drugiej połowie zdobyli trzy przyłożenia wobec jednego dla Francji i tym samym zwyciężyli w tym spotkaniu gwarantując sobie miejsce w tokijskich igrzyskach.